# Kanton Riemst
Kanton Riemst is een kanton in de provincie Limburg en het arrondissement Tongeren. Het is de bestuurslaag boven die van de desbetreffende gemeenten.

## Kieskanton Riemst
Het kieskanton Riemst ligt in het provinciedistrict Tongeren, het kiesarrondissement Limburg en ten slotte de kieskring Limburg. Het beslaat de gemeente Riemst en bestaat uit 8 stembureaus.

### Structuur
| Riemst           | Riemst           | Supranationaal         | Nationaal                         | Nationaal          | Gemeenschap       | Gewest            | Provincie         | Arrondissement           | Provinciedistrict | Kanton          | Gemeente        | District         |
| ---------------- | ---------------- | ---------------------- | --------------------------------- | ------------------ | ----------------- | ----------------- | ----------------- | ------------------------ | ----------------- | --------------- | --------------- | ---------------- |
| Administratief   | Niveau           | Europese Unie          | België                            | België             | Vlaanderen        | Vlaanderen        | Limburg           | Tongeren                 | Tongeren          | Tongeren        | Riemst          | -                |
| Administratief   | Bestuur          | Europese Commissie     | Belgische regering                | Belgische regering | Vlaamse regering  | Vlaamse regering  | Deputatie         | Deputatie                | Deputatie         | Deputatie       | Gemeentebestuur | Districtscollege |
| Administratief   | Raad             | Europees Parlement     | Kamer van volksvertegenwoordigers | Vlaams Parlement   | Vlaams Parlement  | Vlaams Parlement  | Provincieraad     | Provincieraad            | Provincieraad     | Provincieraad   | Gemeenteraad    | Districtsraad    |
| Kiesomschrijving | Kiesomschrijving | Nederlands Kiescollege | Kieskring Limburg                 | Kieskring Limburg  | Kieskring Limburg | Kieskring Limburg | Kieskring Limburg | Hasselt-Tongeren-Maaseik | Tongeren          | Riemst          | Riemst          | -                |
| Verkiezing       | Verkiezing       | Europese               | Federale                          | Federale           | Vlaamse           | Vlaamse           | Provincieraads-   | Provincieraads-          | Provincieraads-   | Provincieraads- | Gemeenteraads-  | Districtsraads-  |